# Universidad Estatal Amazónica

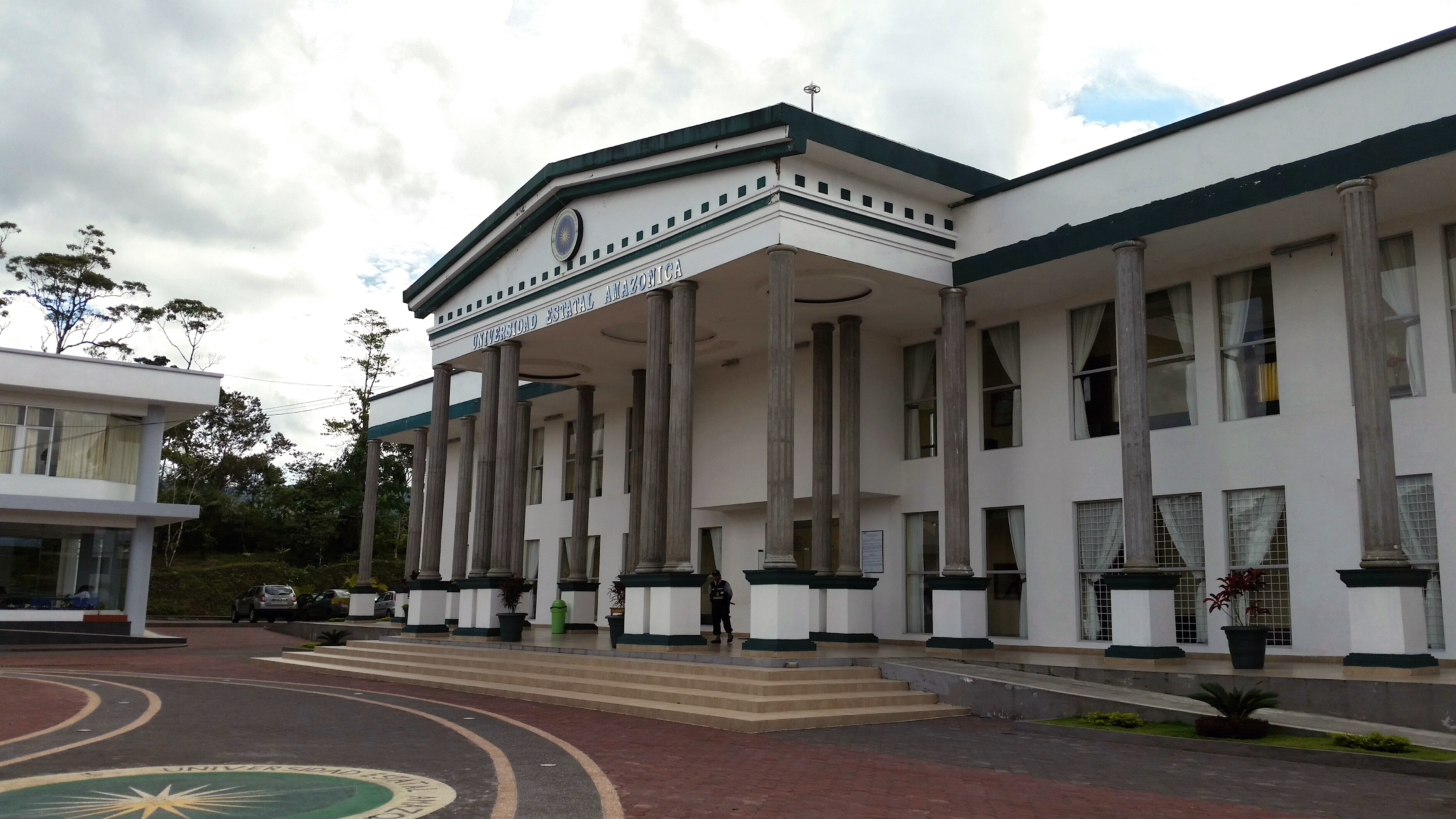
Universidad Estatal Amazónica, Puyo (2015)

Die Universidad Estatal Amazónica, kurz UEA, ist eine öffentliche Universität in Puyo am Rande des Amazonasbeckens in Ecuador.
Die Hochschule wurde 2002 gegründet und ist die erste Hochschule im ecuadorianischen Amazonasgebiet gewesen. 2016 wurde Standorte in Nueva Loja und El Pangui eröffnet. Sie bietet seinen Studierenden Hochschulabschlüsse an in den Richtungen:
- Umwelttechnik
- Agrartechnik
- Agroindustrial Engineering